# Русанов, Михаил Георгиевич
Михаил Георгиевич Русанов (1909—1986) — инженер-конструктор, кораблестроитель, главный конструктор атомных подводных лодок проекта 653 и 705.

## Биография
Михаил Георгиевич Русанов родился 21 ноября 1909 года в Санкт—Петербурге, в семье рабочего Невской пригородной железной дороги. Рано потерял отца. В 1929 году окончив среднюю школу, Михаил подал документы для поступления в Ленинградский кораблестроительный институт. Успешно сдал экзамены, но не был зачислен в институт, как не имевший трудовой стаж. С сентября 1929 года Русанов работал на завод «Большевик» слесарем. В 1932 году Михаил Русанов со второй попытки сумел поступить в Ленинградский кораблестроительный институт. Будучи студентом, начал работать в ЦКБ-18; туда же в 1936 году, после окончания института, был направлен конструктором, затем назначен расчётчиком и потом начальником сектора корпусного отдела.
Великую Отечественную войну встретил секретарём парткома, занимался эвакуацией ЦКБ-18 в город Горький. В годы войны работал заместителем главного конструктора в эвакуированном бюро, неоднократно выезжал на действующий флот в качестве руководителя бригады специалистов по ремонту кораблей. В блокадном Ленинграде в 1942 году умерли мать и сестры Русанова.
2 апреля 1945 года в Горьком М. Г. Русанов был арестован по ложному доносу и осуждён по ст. 58 п. 10 на 7 лет с тремя годами поражения в правах. Заключение отбывал в «шарашке», которая находилась в административном здании Адмиралтейского завода в Ленинграде. В заключении главный конструктор М. Г. Русанов разработал: самоходный док-завод; гидрокомпрессионную камеру для обучения и тренировок водолазов; подводную лодку с турбинными механизмами, работающими на парогазовой смеси, получаемой в результате сгорания порошкообразного алюминия; гидрореактивный движитель (ускоритель хода).
В апреле 1952 года был освобождён, но без права проживать в больших городах. Работал в артели по изготовлению пуговиц на станции Малая Вишера. Затем Михаил Русанов работал начальником техотдела Свирской судоверфи.
В 1953 году начальник ЦКБ-112 З. А. Дерибин добился разрешения на возвращение и проживание М. Г. Русанова в Горьком и назначил его заместителем главного конструктора подводной лодки проекта 633А и проекта 613.
Полное восстановление в правах и отмена приговора М. Г. Русанову пришли лишь после постановления президиума Верховного суда РСФСР в 1955 году.
2 октября 1956 года по приглашению В. Н. Перегудова Михаил Русанов приступил к работе в СКБ-143 (ныне ОАО СПМБМ «Малахит»), сначала в качестве заместителя главного конструктора атомной подводной лодки проекта 645, а затем главным конструктором лодки проекта 653. Проект получил высокую оценку, но был закрыт после прекращения работ по создававшейся для неё крылатой ракеты авиаконструктора С. В. Ильюшина.
Вершиной творчества М. Г. Русанова, делом всей его жизни стали атомные подводные лодки проекта 705. Единственный в мире серийный проект АПЛ на реакторе с жидкометаллическим теплоносителем. Этот корабль, по замыслу его создателей и командования ВМФ, должен был на десятилетия вперёд определить путь развития подводных сил отечественного ВМФ. В период разработки технического проекта АПЛ проекта 705 Д в 1974 году М. Г. Русанова необоснованно отстранили от занимаемой должности. Эта несправедливость была несколько смягчена персональной пенсией республиканского значения.
За разработку и испытание подводной лодки проекта 705 было присвоено несколько званий Героя Социалистического Труда, звание Героя Советского Союза (командиру АПЛ зав.№ 105), Ленинские и три Государственные премии. Всего лауреатами за проект стали 42 человека, однако Главный конструктор получил только орден Ленина.
Умер Михаил Георгиевич Русанов в 1986 году

## Награды
- орден Ленина
- орден Трудового Красного Знамени.

## Увлечения
М. Г. Русанов увлекался живописью, резьбой по дереву, чеканкой по меди, переплётными работами книг личной библиотеки.